# The Milky Way (película de 1936)
The Milky Way, conocida en español como La vía láctea, es una película de comedia estadounidense de 1936 protagonizada por Harold Lloyd y dirigida por el experimentado director de comedias Leo McCarey. La película fue escrita por Grover Jones, Frank Butler y Richard Connell, basada en la obra teatral del mismo nombre, escrita por Lynn Root y Harry Clork, que fue representada en Broadway en 1934.
La película es un ejemplo de la popular comedia screwball (comedia alocada), género de moda en la época, y según los críticos, una de las películas sonoras más exitosas de Harold Lloyd. En ella se cuenta la historia de un lechero de Brooklyn que se convierte en campeón de boxeo de peso medio. The Milky Way cuenta con la participación destacada de los actores Adolphe Menjou y Verree Teasdale.

## Argumento
El tímido lechero Burleigh Sullivan (Lloyd) trabaja para la empresa estadounidense "Sunflower Dairies". Dos hombres ebrios están acosando a Mae, la hermana de Burleigh, y él se enfrenta a ambos. En la pelea, uno de los hombres lanza un puñetazo a Burleigh que, al esquivarlo, acaba derribando al otro, Speed McFarland, campeón mundial de boxeo de peso medio. 
En un intento de salvar su honra, el promotor de McFarland, Gabby Sloan (Adolphe Menjou), convence a Burleigh Sullivan de su talento como boxeador y le seduce para que pelee en una serie de combates arreglados. Aunque Sullivan no lo sabe, la culminación será una lucha real con McFarland. Contra todo pronóstico, el campeón McFarland cae derrotado y Sullivan se convierte en aclamado campeón mundial.

## Reparto
- Harold Lloyd, como Burleigh "Tigre" Sullivan
- Adolphe Menjou, como Gabby Sloan (promotor de  Speed McFarland  )
- Verree Teasdale, como Ann Westley
- Helen Mack , como Mae Sullivan (hermana de Burleigh)
- William Gargan, como Speed McFarland  (campeón de peso medio)
- George Barbier , como Wilbur Austin
- Dorothy Wilson, como Polly Pringle
- Lionel Stander, como Spider Schultz  (el guardaespaldas de Speed McFarland )
- Charles Lane,  como Willard
- Marjorie Gateson , como Señora E. Winthrop Lemoyne

Notas de reparto:
- Anthony Quinn tiene un papel corto como extra, su primera aparición en una película.
- Thomas A. Curran, estrella del cine mudo, participa con un pequeño papel.

## Producción
The Milky Way originalmente se les ofreció a los actores  Jack Oakie con Edward Everett Horton y Gertrude Michael , pero cuándo Oakie fue reemplazado por Harold Lloyd, se decidió que el papel del representante fuera para  William Frawley, ya que se consideraba que el estilo cómico de que Lloyd y Horton era  similar. El papel fue a parar finalmente a  Adolphe Menjou. También se consideró para participar en la película a  Brian Donlevy, que representó a McFarland  en Broadway, y  al exboxeador reconvertido en actor, Max Baer, aunque finalmente ambos fueron desestimados.  Para el papel de "Polly Pringle"  se pensó en la actriz Ida Lupino, pero una repentina enfermedad hizo que la sustituyese Dorothy Wilson.  Helen Mack y Verree Teasdale fueron también substitutas de las actrices del reparto original, Sally Blane y Gail Patrick.  A pesar de que finalmente no aparecen en la película, estaba previsto que lo hicieran las populares Quintillizas Dionne.

## Anécdotas del rodaje
El rodaje de The Milky Way  comenzó el 22 de julio de 1935, pero se vio interrumpido por las enfermedades de Menjou, Teasdale y el director Leo McCarey, que tuvo que ser hospitalizado.  Fue sustituido por su hermano, Ray McCarey y por director veterano Norman Z. McLeod.  Durante la filmación se perdió un caballo blanco y tuvieron que maquillar a uno de color oscuro para simular al desaparecido.

## Recepción crítica
En una crítica para The Spectator,  en 1936, Graham Greene elogió las interpretaciones de  Harold Lloyd y Adolphe Menjou.

## Versión
En 1940 el productor Samuel Goldwyn compró los derechos de la película para filmar una nueva versión, El Niño de Brooklyn (con Danny Kaye como protagonista). Además, adquirió el negativo original  y las copias conocidas y las destruyó.  Harold Lloyd, sin embargo, había conservado su propia copia original, la cual serviría para una nueva transferencia de vídeo digital utilizada por TCM. Lionel Stander desempeñó también en esta adaptación el papel de "Spider Schultz", el guardaespaldas de Speed McFarland.